# Lifelines: The Jimi Hendrix Story
Pour les articles homonymes, voir Lifelines.
Albums de Jimi Hendrix
Variations on a Theme: Red House
(1989) Live Isle of Wight '70
(1991)
Lifelines: The Jimi Hendrix Story est un album compilation de Jimi Hendrix paru pour la première fois en 1989 sous le nom de Live and Unreleased: The Radio Show en format triple album, puis en 1990 avec 4 CD
C'est une biographie radiophonique de Jimi Hendrix produite par Bruce Gary et supervisée par Alan Douglas. Le résultat est particulièrement intéressant pour une émission de radio : les entretiens avec Jimi Hendrix, ses musiciens, ses collaborateurs et ses proches ainsi que la présence de nombreux inédits avaient de quoi passionner n'importe quel amateur. La transposition en tant qu'album a ses limites : d'une part la narration n'a d'intérêt qu'aux premières écoutes, d'autre part les titres officiels sont pour les amateurs de parfaits doublons. Restent les inédits, pour la plupart très intéressants, mais trop souvent coupés ou parasités par la voix du narrateur.
Publié en 1989 par Castle Communications sur 3 CD, Live and Unreleased: The Radio Show est ressorti l'année suivante sur le label Reprise Records sous la forme d'un coffret intitulé Lifelines: The Jimi Hendrix Story. En bonus, un quatrième CD autrement intéressant que les trois autres avait été ajouté à l'œuvre : le bonus reprend la presque intégralité de la performance donnée le 26 avril 1969 par The Jimi Hendrix Experience au Los Angeles Forum.

## Les titres

### CD 1
1. Introduction
2. Testify
3. Lawdy Miss Clawdy
4. I'm a Man (Recorded live, Hackensack, NJ Dec. 1965)
5. Like a Rolling Stone (Recorded live, Ungano's Club, NYC 1969)
6. Red House (Recorded live, Olympia, Paris 9 oct. 1967)
7. Hey Joe
8. Hoochie Coochie Man
9. Purple Haze
10. The Wind Cries Mary
11. Foxy Lady

### CD 2
1. Third Stone from the Sun
2. Rock Me Baby (Recorded live, Monterey Pop Festival, 18 juin 1967)
3. Look Over Yonder/Mister Bad Luck
4. Burning of the Midnight Lamp
5. Spanish Castle Magic
6. Bold as Love
7. One Rainy Wish
8. Little Wing
9. Drivin' South
10. The Things I Used to Do
11. All Along the Watchtower
12. Drifter's Escape
13. Cherokee Mist
14. Voodoo Child (Slight Return)
15. 1983... (A Merman I Should Turn to Be)

### CD 3
1. Voodoo Child (Slight Return)
2. Come On (Part 1)
3. Manic Depression (Recorded live, Winterland, 12 oct. 1968)
4. Machine Gun (Recorded live, Fillmore East 31 déc. 1969, 2nd show)
5. Room Full of Mirrors
6. Angel
7. Rainy Day Shuffle
8. Valleys of Neptune
9. Send My Love to Linda
10. South Saturn Delta
11. Dolly Dagger (Recorded live, Isle Of Wight, 30 août 1970)
12. Night Bird Flying

### CD 4: The L.A. Forum Concert (réédition en 1990)
1. Tax Free
2. Red House
3. Spanish Castle Magic
4. Star Spangled Banner
5. Purple Haze
6. I Don't Live Today
7. Voodoo Child (Slight Return)/Sunshine of Your Love

## Le matériel alors inédit

### CD 1
L'Introduction comporte certains extraits alors inédits... dont le contenu, ainsi que celui du reste du coffret, est détaillé après cette chronique.
Testify n'est pas un titre signé Jimi Hendrix, mais un morceau des Isley Brothers datant de l'époque où Hendrix sévissait au sein du groupe (1964 en l'espèce). Son jeu présente déjà certaines de ses caractéristiques, notamment en rythmique. Son jeu lead diffère de ce qu'il jouera par la suite surtout au niveau du son, bien moins saturé ici. Après son court solo (8 mesures, pour seulement 10 secondes), on retrouve lors du couplet de reprise un trait qu'il jouera tel quel sur Come On (Part One) quelques années plus tard (à 1:25).
On peut apprécier le Lawdy Miss Clawdy de Little Richard... mais Jimi Hendrix ne joue pas sur cette plage.
I'm a Man est un titre de Curtis Knight, datant a priori de décembre 1965. L'intérêt de cette reprise (incomplète ici...) de Bo Diddley/Muddy Waters réside dans la partie vocale (signée Jimi Hendrix) et le solo de guitare. Intérêt peut-être plus historique que purement musical : Hendrix n'était pas encore arrivé à maturité, tant vocalement (chant peu personnel) que guitaristiquement.
Like a Rolling Stone est d'un tout autre niveau. Cette version présente elle aussi un intérêt historique dans la mesure où la présence d'Al Kooper renvoie à la genèse même du classique de Bob Dylan. C'est une belle version, où l'émotion est présente. Le principal bémol provient du fait que la guitare de Hendrix n'est pas ici parfaitement juste.
En publiant Paris 67 / San Francisco 68 en 2003, Dagger Records a mis fin au purgatoire discographique de la version de Red House jouée le 9 octobre 1967 à l'Olympia.
Contrairement à ce qui est indiqué, Foxy Lady n'était pas inédit : c'est la version de Radio One.

### CD 2
Look Over Yonder/Mister Bad Luck est présenté comme étant une chute du premier album de l'Experience. C'est une version antérieure à celle publiée dès 1971 sur Rainbow Bridge - Original Motion Picture Sound Track, plus brute, peut-être un peu moins dure. Contrairement à d'autres exemples, le titre n'a pas considérablement évolué en l'espace de quelques mois.
One Rainy Wish : seul le mixage diffère légèrement de la version de Axis: Bold as Love. On entend ainsi quelques notes supplémentaires inédites en fin de morceau.
Contrairement à ce qui est indiqué dans les notes de pochettes, Drivin' South n'était pas inédit.
The Things I Used to Do est issu de la session au Record Plant du 15 mai 1969 avec Johnny Winter à la slide, Stephen Stills à la basse et Dallas Taylor à la batterie. Même si la mise en place est parfois un peu limite, les échanges guitaristiques entre Johnny Winter et Jimi Hendrix se font dans la bonne humeur, sans être inoubliables. C'est une version moins intense que celle, fabuleuse, jouée à Newport le mois suivant.
Drifter's Escape : c'est un mixage alors inédit, mais qui n'apportait pas grand-chose à la version déjà publiée sur Loose Ends.
C'était une excellente idée de publier la version avec sitar et feed back de Cherokee Mist. Mais pas dans ces conditions : le narrateur s'exprime durant l'introduction et la majeure partie de l'exposé du thème... et la deuxième partie du titre est absente. On notera la présence d'une partie de la démo de Voodoo Chile en fin de cette même plage.
Voodoo Child (Slight Return) : c'est la prise avortée la plus aboutie de la session consacrée à ce titre. Elle part sur de bonnes bases... mais Hendrix est désaccordé en fin de solo. Un inédit intéressant alors.
1983...(A Merman I Should Turn to Be) : Le mixage est minimaliste (tous les instruments ne sont pas présents). Il est centré sur la voix de Hendrix. La partie chantée est ici différente de celle de la version publiée de son vivant. Contrairement à cette dernière, le mixage prend une tournure presque excessive par l'intensité des effets de studio, mais dont le rendu est impressionnant.

### CD 3
Come On (Part 1) est une prise alternative du blues présent sur Electric Ladyland. Prise intéressante mais inférieure à la version retenue sur l'album. Le solo de Hendrix a quelques points communs avec celle-ci, mais marque plus par ses différences que ses ressemblances.
La version inédite de Machine Gun (qui débute ici après le solo central) se retrouve désormais sur le Live at the Fillmore East publié en 1999.
Room Full of Mirrors est présentée avec un mixage différent, dont l'intérêt est limité.
La démo de Angel est un des moments forts de ce recueil. On retrouvera ce titre sur Jimi by Himself: The Home Recordings, un CD de démos disponible dans la première édition de la BD Voodoo Child: The Illustrated Legend of Jimi Hendrix parue à la fin de l'ère Douglas.
Sur Rainy Day Shuffle, le trio Jimi Hendrix/Mike Finnegan/Buddy Miles joue dans une veine très jazz : la formation elle-même renvoie aux normes du genre (Cf. les trios de Wes Montgomery, ou Kenny Burrell). Cette version ne dure toutefois qu'un peu plus d'une minute...
La date avancée pour Valley of Neptune est fantaisiste (janvier 1970) : on reconnaît le jeu de Mitch Mitchell, sans doute avec Juma Sultan... mais sans Billy Cox. Sans doute enregistré le 5 septembre 1969 au Hit Factory. Il n'existe a priori aucune version avec basse/guitare/batterie chantée : on peut se demander pourquoi Billy Cox n'a pas enregistré par la suite sur cette version les lignes de basse qu'il avait travaillé avec Jimi. De tels procédés ont été utilisés par Mitch Mitchell sur The Cry of Love. À noter que la version publiée ici est sévèrement éditée.
Send My Love to Linda avait sa place dans ce type de recueil : c'est une composition originale en devenir du guitariste, inédite alors et depuis.
Désormais présent sur l'album du même nom, South Saturn Delta est ici notablement édité, avec des notes de pochettes trompeuses : à son grand regret, Michael Brecker n'avait jamais joué avec Jimi Hendrix.
Dolly Dagger est la version enregistrée à l'Isle de Wight le 30 août 1970.

## Le concert du 26 avril 1969 (disponible dans la réédition de 1990)

### La setlist
La setlist complète du concert donné au Los Angeles Forum le 26 avril 1969 est la suivante :
1. Tax Free
2. Foxy Lady
3. Red House
4. Spanish Castle Magic
5. Star Spangled Banner
6. Purple Haze
7. I Don't Live Today
8. Voodoo Child (Slight Return)/Sunshine of Your Love

### Les musiciens
- Jimi Hendrix : Guitare et chant
- Noel Redding : Basse et chœurs
- Mitch Mitchell : Batterie

### Les mixages connus
L'enregistrement soundboard de plus de 83 minutes est disponible dans le circuit des collectionneurs.
Ces enregistrements présentent des différences notables avec la version officielle :
- Le solo de batterie de Mitch Mitchell sur Tax Free n'est pas édité ;
- Le chant de Jimi Hendrix est bien présent sur Voodoo Child (Slight Return), en contradiction avec les notes de pochettes de Lifelines - The L.A. Forum Concert ;
- Le mixage mono est radicalement différent de celui de Bruce Gary, dont la définition est supérieure, notamment concernant la basse de Noel Redding.

### Une performance inégale
Dans l'optique de sortir un album live, ce sixième concert de la dernière tournée américaine du Jimi Hendrix Experience a été enregistré professionnellement. L'ambiance était manifestement tendue entre une foule indisciplinée (une partie refusant de s'assoir) et les forces de l'ordre (le fameux LAPD) : Jimi Hendrix est obligé de calmer la tension à plusieurs reprises. La scène sera même envahie par des spectateurs pendant I Don't Live Today, seul titre disponible officiellement désormais.
Cette tournée montre l'Experience dans sa phase ultime. Les sets sont plus longs que par le passé. Non en raison d'un répertoire élargi, mais parce que les titres joués connaissent une inflation des durées parfois considérable. Quatre titres dépassent les dix minutes, et deux s'approchent du quart d'heure : le cadre pop des débuts a explosé au profit de longues jams plus ou moins structurées, au grand désespoir de Noel Redding, qui quittera le groupe à l'issue de la tournée. 
Le concert du L.A. Forum a une réputation un peu mitigée. John McDermott et Keith Shadwick le jugent tous deux inégal.
Bruce Gary, chargé de la production, n'a pas retenu Foxy Lady au motif que ce titre figurait déjà en tant que bonus track sur The Jimi Hendrix Concerts : le CD ne durant que 70 minutes, c'est un choix surprenant, d'autant qu'il aurait pu appliquer le même raisonnement avec Red House, présente sur le Variations on a Theme: Red House publié un an plus tôt.